# Ogorzelec (stacja kolejowa)
Ogorzelec – nieczynna stacja kolejowa w Ogorzelcu w powiecie kamiennogórskim, w województwie dolnośląskim, w Polsce.

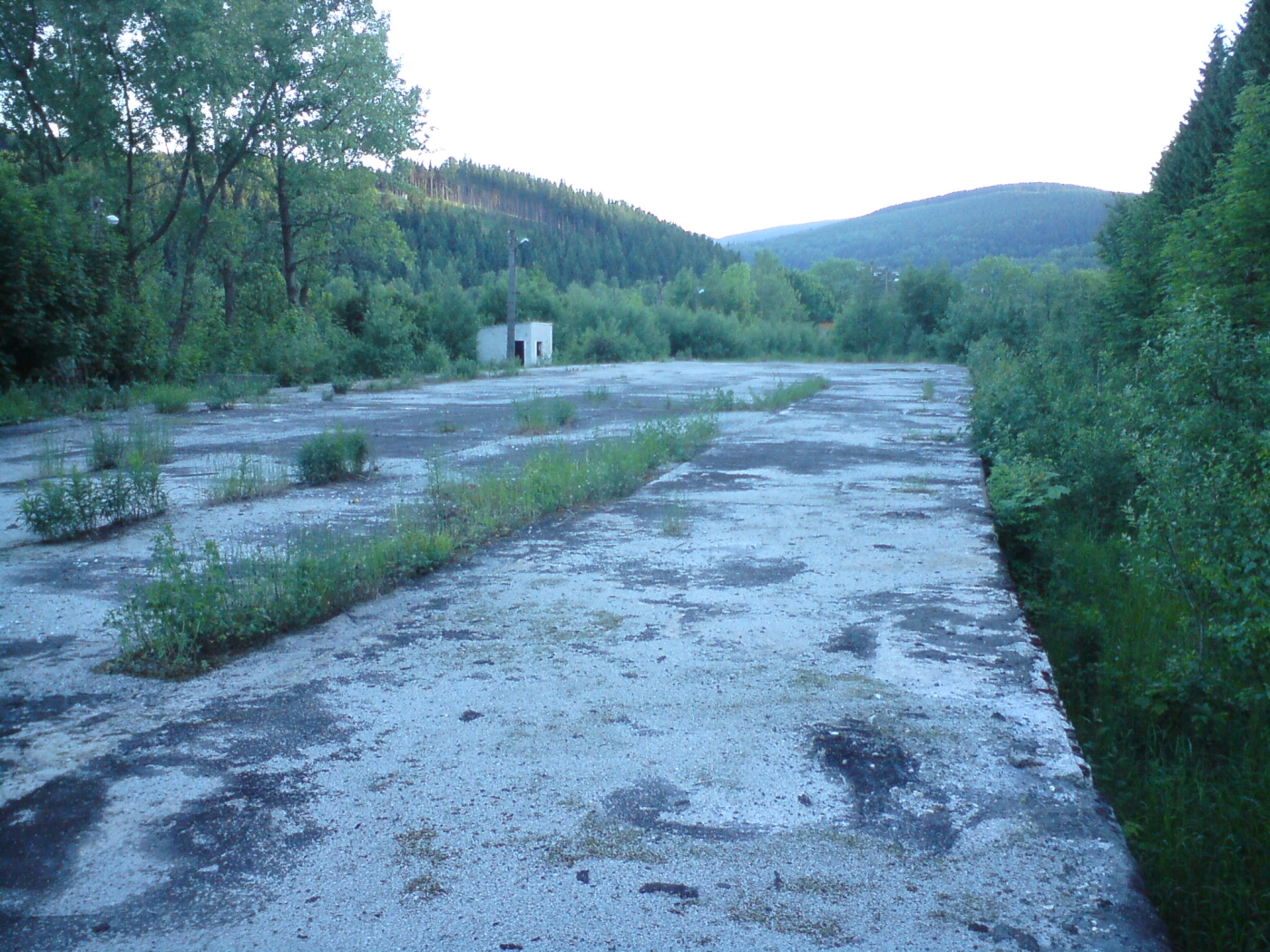
Rampa załadowcza przy nieczynnej stacji kolejowej Ogorzelec